# Rosyjskie odznaczenia

## Federacja Rosyjska(od 1991)
| Baretka                       | Nazwa                                                                             |
| Wyróżnienia specjalne         | Wyróżnienia specjalne                                                             |
| ----------------------------- | --------------------------------------------------------------------------------- |
|                               | Złota Gwiazda Bohatera Federacji Rosyjskiej                                       |
|                               | Złoty Medal Bohatera Pracy Federacji Rosyjskiej                                   |
|                               | Matka-bohater                                                                     |
| Ordery                        |                                                                                   |
|                               | Order Świętego Andrzeja Pierwszego Powołanego Apostoła                            |
|                               | Order Świętego Jerzego I Klasy                                                    |
|                               | Order Świętego Jerzego II Klasy                                                   |
|                               | Order Świętego Jerzego III Klasy                                                  |
|                               | Order Świętego Jerzego IV Klasy                                                   |
|                               | Order „Za Zasługi dla Ojczyzny” I klasy                                           |
|                               | Order „Za Zasługi dla Ojczyzny” II klasy                                          |
|                               | Order „Za Zasługi dla Ojczyzny” III klasy                                         |
|                               | Order „Za Zasługi dla Ojczyzny” IV klasy                                          |
|                               | Order Świętej Katarzyny Wielkiej Męczennicy                                       |
|                               | Order Gagarina                                                                    |
|                               | Order Aleksandra Newskiego                                                        |
|                               | Order Suworowa                                                                    |
|                               | Order Uszakowa                                                                    |
|                               | Order Żukowa                                                                      |
|                               | Order Kutuzowa                                                                    |
|                               | Order Nachimowa                                                                   |
|                               | Order Męstwa                                                                      |
|                               | Order „Za zasługi wojskowe”                                                       |
|                               | Order „Za zasługi morskie”                                                        |
|                               | Order Pirogowa                                                                    |
|                               | Order „Za zasługi w kulturze i sztuce”                                            |
|                               | Order Honoru                                                                      |
|                               | Order Przyjaźni                                                                   |
|                               | Order „Rodzicielska Sława”                                                        |
| Krzyże                        |                                                                                   |
|                               | Odznaka Honorowa Krzyż Świętego Jerzego I Stopnia                                 |
|                               | Odznaka Honorowa Krzyż Świętego Jerzego II Stopnia                                |
|                               | Odznaka Honorowa Krzyż Świętego Jerzego III Stopnia                               |
|                               | Odznaka Honorowa Krzyż Świętego Jerzego IV Stopnia                                |
| Medale                        |                                                                                   |
|                               | Medal Orderu „Za Zasługi dla Ojczyzny” I stopnia                                  |
|                               | Medal Orderu „Za Zasługi dla Ojczyzny” II stopnia                                 |
|                               | Medal „Za Odwagę”                                                                 |
|                               | Medal „Za dzielność” I Stopnia                                                    |
|                               | Medal „Za dzielność” II Stopnia                                                   |
|                               | Medal Suworowa                                                                    |
|                               | Medal Żukowa                                                                      |
|                               | Medal Uszakowa                                                                    |
|                               | Medal Niestierowa                                                                 |
|                               | Medal Puszkina                                                                    |
|                               | Medal „Obrońca Wolnej Rosji”                                                      |
|                               | Medal „Za wyróżnienie w ochronie porządku publicznego”                            |
|                               | Medal „Za wyróżnienie w ochronie granicy państwowej”                              |
|                               | Medal „Za odwagę w ogniu”                                                         |
|                               | Medal „Za ratowanie ginących”                                                     |
|                               | Medal Łukasza Krymskiego                                                          |
|                               | Medal „Za pracę w rolnictwie”                                                     |
|                               | Medal „Za rozwój kolei”                                                           |
|                               | Medal „Za zasługi dla rozwoju energetyki atomowej”                                |
|                               | Medal „Za zasługi w podboju kosmosu”                                              |
|                               | Medal Orderu „Rodzicielska Sława”                                                 |
| Medale (wycofane w 2012)      |                                                                                   |
|                               | Medal jubileuszowy „50-lecia zwycięstwa w Wielkiej Wojnie Ojczyźnianej 1941–1945” |
|                               | Medal jubileuszowy „60-lecia zwycięstwa w Wielkiej Wojnie Ojczyźnianej 1941–1945” |
|                               | Medal jubileuszowy „65-lecia zwycięstwa w Wielkiej Wojnie Ojczyźnianej 1941–1945” |
|                               | Medal jubileuszowy „300 lat Rosyjskiej Floty”                                     |
|                               | Medal „W upamiętnieniu 850-lecia Moskwy”                                          |
|                               | Medal jubileuszowy „100 lat Kolei Transsyberyjskiej”                              |
|                               | Medal „Za zasługi w przeprowadzeniu wszechrosyjskiego spisu powszechnego”         |
|                               | Medal „W upamiętnieniu 300-lecia Petersburga”                                     |
|                               | Medal „W upamiętnieniu 1000-lecia Kazania”                                        |
| Odznaki honorowe              |                                                                                   |
|                               | Odznaka Honorowa „Za Dobroczynność”                                               |
|                               | Odznaka Honorowa „Za Nauczanie”                                                   |
| różne                         | Odznaka Honorowa „Za Nieskazitelną Służbę”                                        |
| Tytuły honorowe (z odznakami) |                                                                                   |
| odznaka                       | Lotnik-Kosmonauta                                                                 |
| odznaka                       | Ludowy Aktor                                                                      |
| odznaka                       | Ludowy Architekt                                                                  |
| odznaka                       | Ludowy Nauczyciel                                                                 |
| odznaka                       | Ludowy Artysta                                                                    |
| odznaka                       | Zasłużony Aktor                                                                   |
| odznaka                       | Zasłużony Architekt                                                               |
| odznaka                       | Zasłużony Lotnik Wojskowy                                                         |
| odznaka                       | Zasłużony Specjalista Wojskowy                                                    |
| odznaka                       | Zasłużony Nawigator Wojskowy                                                      |
| odznaka                       | Zasłużony Lekarz                                                                  |
| odznaka                       | Zasłużony Geolog                                                                  |
| odznaka                       | Zasłużony Działacz Sztuk                                                          |
| odznaka                       | Zasłużony Działacz Nauk                                                           |
| odznaka                       | Zasłużony Geodeta                                                                 |
| odznaka                       | Zasłużony Projektant                                                              |
| odznaka                       | Zasłużony Wynalazca                                                               |
| odznaka                       | Zasłużony Leśnik                                                                  |
| odznaka                       | Zasłużony Lotnik-Oblatywacz                                                       |
| odznaka                       | Zasłużony Mistrz Szkolnictwa Zawodowego                                           |
| odznaka                       | Zasłużony Inżynier                                                                |
| odznaka                       | Zasłużony Hutnik                                                                  |
| odznaka                       | Zasłużony Meteorolog                                                              |
| odznaka                       | Zasłużony Pilot                                                                   |
| odznaka                       | Zasłużony Działacz Szkoły Wyższej                                                 |
| odznaka                       | Zasłużony Działacz Geodezji i Kartografii                                         |
| odznaka                       | Zasłużony Działacz Służby Dyplomatycznej                                          |
| odznaka                       | Zasłużony Działacz Gospodarki Mieszkalnictwa Komunalnego                          |
| odznaka                       | Zasłużony Działacz Służby Zdrowia                                                 |
| odznaka                       | Zasłużony Działacz Kultury                                                        |
| odznaka                       | Zasłużony Działacz Przemysłu Leśnego                                              |
| odznaka                       | Zasłużony Działacz Przemysłu Naftowego i Gazowego                                 |
| odznaka                       | Zasłużony Działacz Przemysłu Spożywczego                                          |
| odznaka                       | Zasłużony Działacz Prokuratury                                                    |
| odznaka                       | Zasłużony Działacz Przemysłu Rakietowo-Kosmicznego                                |
| odznaka                       | Zasłużony Działacz Sektoru Rybołówstwa                                            |
| odznaka                       | Zasłużony Działacz Łączności                                                      |
| odznaka                       | Zasłużony Działacz Sektora Rolniczego                                             |
| odznaka                       | Zasłużony Działacz Opieki Społecznej                                              |
| odznaka                       | Zasłużony Działacz Przemysłu Tekstylnego i Lekkiego                               |
| odznaka                       | Zasłużony Działacz Transportu                                                     |
| odznaka                       | Zasłużony Działacz Kultury Fizycznej                                              |
| odznaka                       | Zasłużony Funkcjonariusz Organów Bezpieczeństwa                                   |
| odznaka                       | Zasłużony Funkcjonariusz Organów Bezpieczeństwa Publicznego                       |
| odznaka                       | Zasłużony Funkcjonariusz Organów Wywiadu Zagranicznego                            |
| odznaka                       | Zasłużony Funkcjonariusz Organów Spraw Wewnętrznych                               |
| odznaka                       | Zasłużony Funkcjonariusz Organów Antynarkotykowych                                |
| odznaka                       | Zasłużony Funkcjonariusz Organów Śledczych                                        |
| odznaka                       | Zasłużony Ratownik                                                                |
| odznaka                       | Zasłużony Budowniczy                                                              |
| odznaka                       | Zasłużony Celnik                                                                  |
| odznaka                       | Zasłużony Nauczyciel                                                              |
| odznaka                       | Zasłużony Chemik                                                                  |
| odznaka                       | Zasłużony Artysta                                                                 |
| odznaka                       | Zasłużony Górnik                                                                  |
| odznaka                       | Zasłużony Nawigator                                                               |
| odznaka                       | Zasłużony Nawigator Testowy                                                       |
| odznaka                       | Zasłużony Ekolog                                                                  |
| odznaka                       | Zasłużony Ekonomista                                                              |
| odznaka                       | Zasłużony Energetyk                                                               |
| odznaka                       | Zasłużony Prawnik                                                                 |

## Rosja SowieckaiZSRR(1917–1991)
| Baretka/ odznaka      | Nazwa                                                                                      |
| Wyróżnienia specjalne | Wyróżnienia specjalne                                                                      |
| --------------------- | ------------------------------------------------------------------------------------------ |
|                       | Złota Gwiazda Bohatera Związku Radzieckiego                                                |
|                       | Złoty Medal „Sierp i Młot” Bohatera Pracy Socjalistycznej                                  |
| Ordery                |                                                                                            |
|                       | Order „Zwycięstwo”                                                                         |
|                       | Order Lenina                                                                               |
|                       | Order Rewolucji Październikowej                                                            |
|                       | Order Czerwonego Sztandaru                                                                 |
|                       | Order Suworowa I klasy                                                                     |
|                       | Order Suworowa II klasy                                                                    |
|                       | Order Suworowa III klasy                                                                   |
|                       | Order Kutuzowa I klasy                                                                     |
|                       | Order Kutuzowa II klasy                                                                    |
|                       | Order Kutuzowa III klasy                                                                   |
|                       | Order Bohdana Chmielnickiego I klasy                                                       |
|                       | Order Bohdana Chmielnickiego II klasy                                                      |
|                       | Order Bohdana Chmielnickiego III klasy                                                     |
|                       | Order Aleksandra Newskiego                                                                 |
|                       | Order Uszakowa I klasy                                                                     |
|                       | Order Uszakowa II klasy                                                                    |
|                       | Order Nachimowa I klasy                                                                    |
|                       | Order Nachimowa II klasy                                                                   |
|                       | Order Wojny Ojczyźnianej I klasy                                                           |
|                       | Order Wojny Ojczyźnianej II klasy                                                          |
|                       | Order Czerwonej Gwiazdy                                                                    |
|                       | Order Sławy                                                                                |
|                       | Order Czerwonego Sztandaru Pracy                                                           |
|                       | Order „Znak Honoru”                                                                        |
|                       | Order Przyjaźni Narodów                                                                    |
|                       | Order „Za służbę Ojczyźnie w Siłach Zbrojnych ZSRR” I stopnia                              |
|                       | Order „Za służbę Ojczyźnie w Siłach Zbrojnych ZSRR” II stopnia                             |
|                       | Order „Za służbę Ojczyźnie w Siłach Zbrojnych ZSRR” III stopnia                            |
|                       | Order Sławy Pracy I klasy                                                                  |
|                       | Order Sławy Pracy II klasy                                                                 |
|                       | Order Sławy Pracy III klasy                                                                |
|                       | Order „Za osobiste męstwo”                                                                 |
| odznaka               | Order „Matka Bohater”                                                                      |
| odznaka               | Order „Macierzyńska Sława”                                                                 |
| Medale                |                                                                                            |
|                       | Medal „Za odwagę”                                                                          |
|                       | Medal Uszakowa                                                                             |
|                       | Medal „Za zasługi bojowe”                                                                  |
|                       | Medal Nachimowa                                                                            |
|                       | Medal „Partyzantowi Wojny Ojczyźnianej” I stopnia                                          |
|                       | Medal „Partyzantowi Wojny Ojczyźnianej” II stopnia                                         |
|                       | Medal „Za wyróżnienie w ochronie granic państwowych ZSRR”                                  |
|                       | Medal „Za wyróżnienie w służbie wojskowej” I stopnia                                       |
|                       | Medal „Za wyróżnienie w służbie wojskowej” II stopnia                                      |
|                       | Medal „Za wyróżnienie w służbie wojskowej” III stopnia                                     |
|                       | Medal „Za nienaganną służbę” I stopnia                                                     |
|                       | Medal „Za nienaganną służbę” II stopnia                                                    |
|                       | Medal „Za nienaganną służbę” III stopnia                                                   |
|                       | Medal „Weteran Sił Zbrojnych ZSRR”                                                         |
|                       | Medal „Za umacnianie braterstwa broni”                                                     |
|                       | Medal „Za obronę Leningradu”                                                               |
|                       | Medal „Za obronę Moskwy”                                                                   |
|                       | Medal „Za obronę Odessy”                                                                   |
|                       | Medal „Za obronę Sewastopola”                                                              |
|                       | Medal „Za obronę Stalingradu”                                                              |
|                       | Medal „Za obronę Kijowa”                                                                   |
|                       | Medal „Za obronę Kaukazu”                                                                  |
|                       | Medal „Za obronę Radzieckiego Obszaru Podbiegunowego”                                      |
|                       | Medal „Za zwycięstwo nad Niemcami w Wielkiej Wojnie Ojczyźnianej 1941–1945”                |
|                       | Medal „Za zwycięstwo nad Japonią”                                                          |
|                       | Medal „Za zdobycie Budapesztu”                                                             |
|                       | Medal „Za zdobycie Królewca”                                                               |
|                       | Medal „Za zdobycie Wiednia”                                                                |
|                       | Medal „Za zdobycie Berlina”                                                                |
|                       | Medal „Za wyzwolenie Belgradu”                                                             |
|                       | Medal „Za wyzwolenie Warszawy”                                                             |
|                       | Medal „Za wyzwolenie Pragi”                                                                |
|                       | Medal „Za pracowniczą dzielność”                                                           |
|                       | Medal „Za pracowniczą wybitność”                                                           |
|                       | Medal „Weteran pracy”                                                                      |
|                       | Medal „Za wybitną służbę w ochronie porządku publicznego”                                  |
|                       | Medal „Za odwagę w pożarze”                                                                |
|                       | Medal „Za ratowanie tonących”                                                              |
|                       | Medal „Za ofiarną pracę w Wielkiej Wojnie Ojczyźnianej 1941–1945”                          |
|                       | Medal „Za odbudowę przedsiębiorstw metalurgii żelaznej południa”                           |
|                       | Medal „Za odbudowę kopalni węgla Donbasu”                                                  |
|                       | Medal „Za rozwój dziewiczych ziem”                                                         |
|                       | Medal „Za budowę Bajkalsko-Amurskiej Magistrali”                                           |
|                       | Medal „Za przekształcenie Nieczarnoziemów RFSRR”                                           |
|                       | Medal „Za rozwój zasobów mineralnych i rozwój kompleksu nafto-gazowego Zachodniej Syberii” |
|                       | Medal jubileuszowy „W upamiętnieniu 100-lecia urodzin Władimira Iljicza Lenina”            |
|                       | Medal jubileuszowy „Dwudziestolecia zwycięstwa w Wielkiej Wojnie Ojczyźnianej 1941–1945”   |
|                       | Medal jubileuszowy „Trzydziestolecia zwycięstwa w Wielkiej Wojnie Ojczyźnianej 1941–1945”  |
|                       | Medal jubileuszowy „Czterdziestolecia zwycięstwa w Wielkiej Wojnie Ojczyźnianej 1941–1945” |
|                       | Medal jubileuszowy „XX lat Robotniczo-Chłopskiej Armii Czerwonej”                          |
|                       | Medal jubileuszowy „30 lat Armii Radzieckiej i Floty”                                      |
|                       | Medal jubileuszowy „40 lat Sił Zbrojnych ZSRR”                                             |
|                       | Medal jubileuszowy „50 lat Sił Zbrojnych ZSRR”                                             |
|                       | Medal jubileuszowy „60 lat Sił Zbrojnych ZSRR”                                             |
|                       | Medal jubileuszowy „70 lat Sił Zbrojnych ZSRR”                                             |
|                       | Medal jubileuszowy „50 lat radzieckiej milicji”                                            |
|                       | Medal „W upamiętnieniu 800-lecia Moskwy”                                                   |
|                       | Medal „W upamiętnieniu 250-lecia Leningradu”                                               |
|                       | Medal „W upamiętnieniu 1500-lecia Kijowa”                                                  |
| odznaka               | Medal Macierzyństwa                                                                        |

## CarstwoiImperium Rosyjskie(do 1917)
| Baretka                                            | Nazwa                                                                              |
| Ordery i odznaczenia (w kolejności noszenia)       | Ordery i odznaczenia (w kolejności noszenia)                                       |
| -------------------------------------------------- | ---------------------------------------------------------------------------------- |
|                                                    | Order Świętego Andrzeja                                                            |
|                                                    | Order Świętej Katarzyny                                                            |
|                                                    | Order Świętego Jerzego I Klasy                                                     |
|                                                    | Order Świętego Jerzego II Klasy                                                    |
|                                                    | Order Świętego Włodzimierza I Klasy                                                |
|                                                    | Order Świętego Aleksandra Newskiego                                                |
|                                                    | Order Orła Białego                                                                 |
|                                                    | Order Świętego Włodzimierza II Klasy                                               |
|                                                    | Order Świętej Anny I Klasy                                                         |
|                                                    | Order Świętego Jerzego III Klasy                                                   |
|                                                    | Order Świętego Stanisława I Klasy                                                  |
|                                                    | Order Świętego Włodzimierza III Klasy                                              |
|                                                    | Order Świętej Anny II Klasy                                                        |
|                                                    | Order Świętego Stanisława II Klasy                                                 |
|                                                    | Order Świętego Jerzego IV Klasy                                                    |
|                                                    | Order Świętego Włodzimierza IV Klasy                                               |
|                                                    | Order Świętej Anny III Klasy                                                       |
|                                                    | Order Świętego Stanisława III Klasy                                                |
|                                                    | Krzyż Świętego Jerzego/Odznaka Honorowa Orderu Wojennego                           |
|                                                    | Medal Świętego Jerzego/Medal „Za Męstwo” („Za Waleczność”/„Za Odwagę”)             |
|                                                    | Odznaka Honorowa Orderu Świętej Anny/Medal św. Anny                                |
| Oręż honorowy (w kolejności noszenia)              |                                                                                    |
| szabla/szpada                                      | Broń Złota z Brylantami (krzyż na główce rękojeści, na jelcu lub tarczce)          |
| szabla/szpada                                      | Broń Złota „Za Waleczność”/„Za Męstwo” (napis na jelcu)                            |
| szabla/szpada                                      | Order Świętej Anny IV Klasy (krzyż na rękojeści broni białej)                      |
| Pozostałe medale (noszone w kolejności otrzymania) |                                                                                    |
|                                                    | Krzyż za Zdobycie Pragi (1794)                                                     |
|                                                    | Medal za Zdobycie Gandży (1804)                                                    |
|                                                    | Krzyż „Za zdobycie Bazardżyka” (1810)                                              |
|                                                    | Medal „Za zdobycie Bazardżyka” (1810)                                              |
|                                                    | Medal Pamiątkowy Wojny Ojczystej (1812)                                            |
|                                                    | Medal pamiątkowy Wkroczenia do Paryża (1814)                                       |
|                                                    | Medal za Zdobycie Szturmem Warszawy (1831)                                         |
|                                                    | Polski Znak Honorowy (1832)                                                        |
|                                                    | Medal za Kampanie w Azji Środkowej w Latach 1853–95                                |
| różne                                              | Medal Pamiątkowy Wojny Krymskiej w Latach 1853–56                                  |
|                                                    | Medal „Za Obronę Sewastopola w latach 1854–1855”                                   |
|                                                    | Medal za Podbój Czeczenii i Dagestanu w Latach 1857–59                             |
|                                                    | Medal „Za uśmierzenie buntu polskiego” (1865)                                      |
|                                                    | Medal za Kampanię Chiwańską (1873)                                                 |
|                                                    | Medal za miłość do Ojczyzny (1873)                                                 |
|                                                    | Medal Pamiątkowy Wojny w Latach 1877–78                                            |
|                                                    | Medal za Kampanię Chińską (1901)                                                   |
|                                                    | Medal „Za bój »Wariaga« i »Koriejca«” (1904)                                       |
|                                                    | Medal na Pamiątkę Koronacji Aleksandra III (1883)                                  |
|                                                    | Medal na Pamiątkę Poświęcenia Katedry św. Izaaka (1858)                            |
|                                                    | Medal na Pamiątkę Poświęcenia Świątyni Chrystusa Zbawiciela (1882)                 |
|                                                    | Medal za Nienaganną służbę w policji (1876)                                        |
|                                                    | Medal za Nienaganną służbę w straży więziennej (1887)                              |
|                                                    | Medal za Pracę przy Realizacji Reformy Uwłaszczeniowej (1863)                      |
|                                                    | Medal za Pracę przy Realizacji Reformy Uwłaszczeniowej w Królestwie Polskim (1865) |
|                                                    | Medal Czerwonego Krzyża Wojny Rosyjsko-Japońskiej 1904–1905                        |
|                                                    | Medal Czerwonego Krzyża Wojny Rosyjsko-Tureckiej 1877–1878                         |
| odznaka                                            | Krzyż Za służbę na Kaukazie (1864)                                                 |